# Corpo di Spedizione Italiano in Russia
Corpo di Spedizione Italiano in Russia var en expeditionskår av kårstorlek tillhörande Regio Esercito (italienska armén) som deltog i striderna på östfronten på Nazitysklands sida under andra världskriget. Kåren sattes upp den 10 juli 1941 för att deltaga i operation Barbarossa och nådde i sin helhet fronten i augusti 1941. Kåren förfogade ursprungligen över 3 000 officerare, 59 000 soldater, 5 500 motorfordon och över 4 000 hästar och mulor. Kåren ombildades den 10 juli 1942 till XXXV Corpo d'Armata när det italienska deltagandet på östfronten utvidgades till en armé Armata Italiana in Russia.

## Organisation
Kårens organisation:
- 9ª Divisione fanteria Pasubio Semi motoriserad infanteridivision, General Vittorio Giovanelli
- 52ª Divisione fanteria Torino Semi motoriserad infanteridivision, General Luigi Manzi
- 3ª Divisione Celere Principe Amedeo Duca d'Aosta, General Mario Marazzani
- Camicie Nere Legione Tagliamento
- 30º Raggruppamento artiglieria di corpo d'armata
- Comando Aviazione del C.S.I.R.
  - 22o Gruppo Autonomo: Jaktförband utrustat med 51 stycken Macchi C.200 jaktplan.
  - 16º Gruppo Autonomo Osservazione Aerea: Spaningsförband utrustat med 22 stycken Caproni Ca.311 lätta spanings och bombplan
  - Sezione Trasporti Transportförband utrustat med 10 stycken Savoia-Marchetti SM.81 transportflygplan.
- Intendenza Speciale Est